# 坎農縣 (田納西州)
坎農县（英語：Cannon County）是美國田納西州中部的一個縣。面積688平方公里。根据美國2000年人口普查，共有人口12,826人。縣治伍德伯里（Woodbury）。
成立於1836年1月31日。縣名紀念聯邦眾議員、田納西州州長牛頓·坎農 （Newton Cannon）